# チャセンシダ属
チャセンシダ属（チャセンシダぞく、学名：Asplenium、アスプレニウム、アスプレニウム属）は、シダ植物門チャセンシダ科の一群で、地表や樹上などに生えるシダ植物のなかまである。単葉または羽状複葉で、オオタニワタリやシマオオタニワタリなどの園芸品種は、観葉植物として栽培されている。

## 名称
属名は、和名がチャセンシダ属である。学名はアスプレニウム (Asplenium) またはアスプレニウム属といい、語源はギリシア語で a（否定）と、splen（脾臓）の2語からなり、アスプレニウムのある種が脾臓の薬として効力があるとの言い伝えに由来している。

## 特徴
世界の熱帯から温帯、寒帯にかけて広い地域に分布し、多くの種は熱帯に分布する。
地生または、森林の樹上や岩の上に生えるシダ植物。根茎は短く、這っているか塊状に直立し、密になった格子状の鱗片に覆われている。葉は単葉で全縁の種もあれば、1回から4回羽状に分裂する羽状複葉になる種もある。単葉の種は葉が放射状に広がる。葉の裏につく胞子嚢群は、葉脈に沿っている。繁殖はシマオオタニワタリやオオタニワタリでは胞子繁殖が一般的であるが、ある種では、葉軸の上や葉の先端あたりに、無性芽が生じて繁殖するものがある。

## 利用
利用価値の高い一部の種は、観葉植物として栽培されたり、若芽が食用されたりもする。園芸品種として作出されたものは「アスプレニウム」の名で流通し、中でもよく栽培されるものではシマオオタニワタリの園芸種‘アビス’（‘Avis’）、‘プリカツム’（ver. plicatum）が知られている。
栽培ではイノモトソウ属（プテリス）とほぼ同じく、やや明るい日陰を好む性質で、直射日光にあてないようにする注意を要する。直射日光が当たると、葉焼けが起こる場合がある。栽培適温は15度から20度程度の範囲が最適と言われている。越冬はシマオオタニワタリで8 - 10度必要であるが、5度程度でも越冬できる種もある。施肥、植え替え、繁殖とも初夏から夏場に行い、用土は排水性の良いものが用いられる。湿り気のある環境を好むため、春から秋にかけて、表土に多めの水やりが行われるが、冬場は耐寒性を高めるため、水やりが少なめに管理される。栽培による繁殖を胞子繁殖で行うことは難しいため株分けで行われるか、葉先に無性芽が生じるものはそれで繁殖も可能で、葉が3 - 4枚ほど展開した無生芽を切り取って鉢に植え付けて日陰で管理する。

## 種類
この属のものは世界の熱帯から寒帯にかけて約700種あり、日本にもチャセンシダやオオタニワタリなど、30種以上が知られている。
- オオタニワタリ Asplenium antiquum Makino
日本の南部から台湾にかけて分布する単葉種で、森林の樹上や岩上の着床している。環境省レッドリストの絶滅危惧種に指定されている。
- アスプレニウム・ブルビフェルム Asplenium bulbiferum G. Forst.
根茎が短く、葉が2 - 3回羽状複葉になり、羽軸の末端にたくさんの無性芽が生じるのが特徴。英名でマザー・ファーン（Mother Fern）と呼ばれており、無性芽で繁殖することに由来する[1]。
- アスプレニウム・ダウキフォリウム Asplenium daucifolium Lam.
ブルビフェルムによく似ており、葉は1 - 4回羽状複葉になる[1]。
- ホウビシダ Asplenium hondoense Murakami et ホウビシダ 

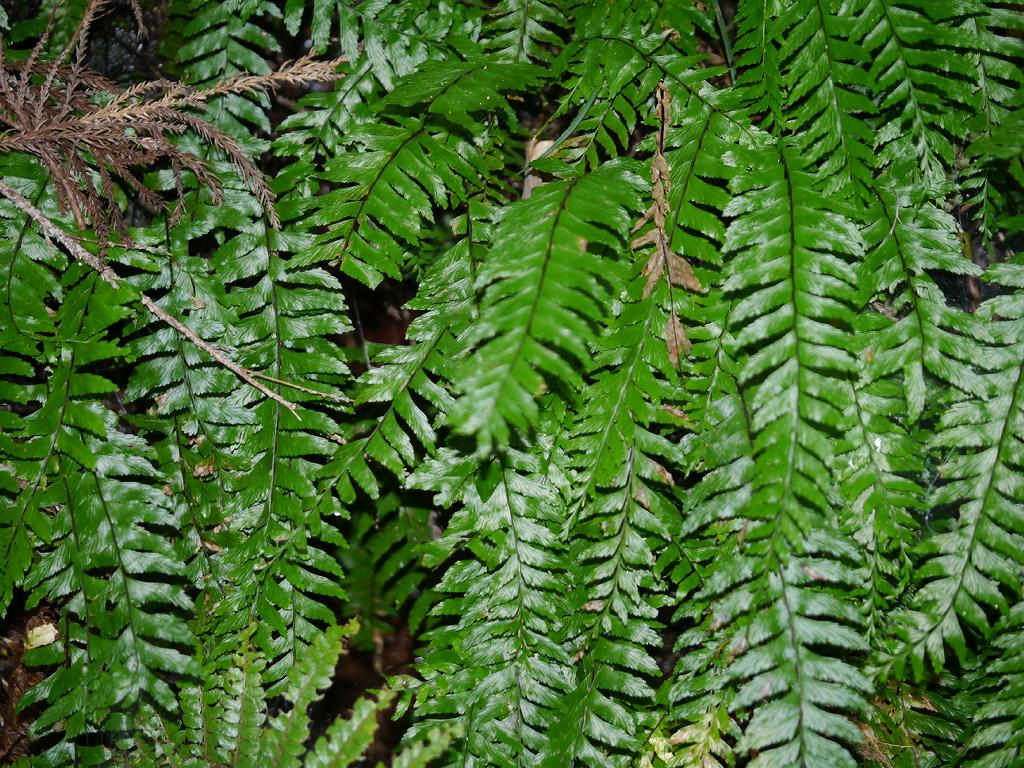
ホウビシダ

日本の本州の関東以南、済州島、中国に分布。渓流の岩場に生え、1回羽状複葉をつける。
- トラノオシダ Asplenium incisum Thunb.
日本、千島列島、樺太、中国、朝鮮、台湾に分布すし、岩場や石垣に生える小型種。
- シマオオタニワタリ Asplenium nidus L.シマオオタニワタリ 

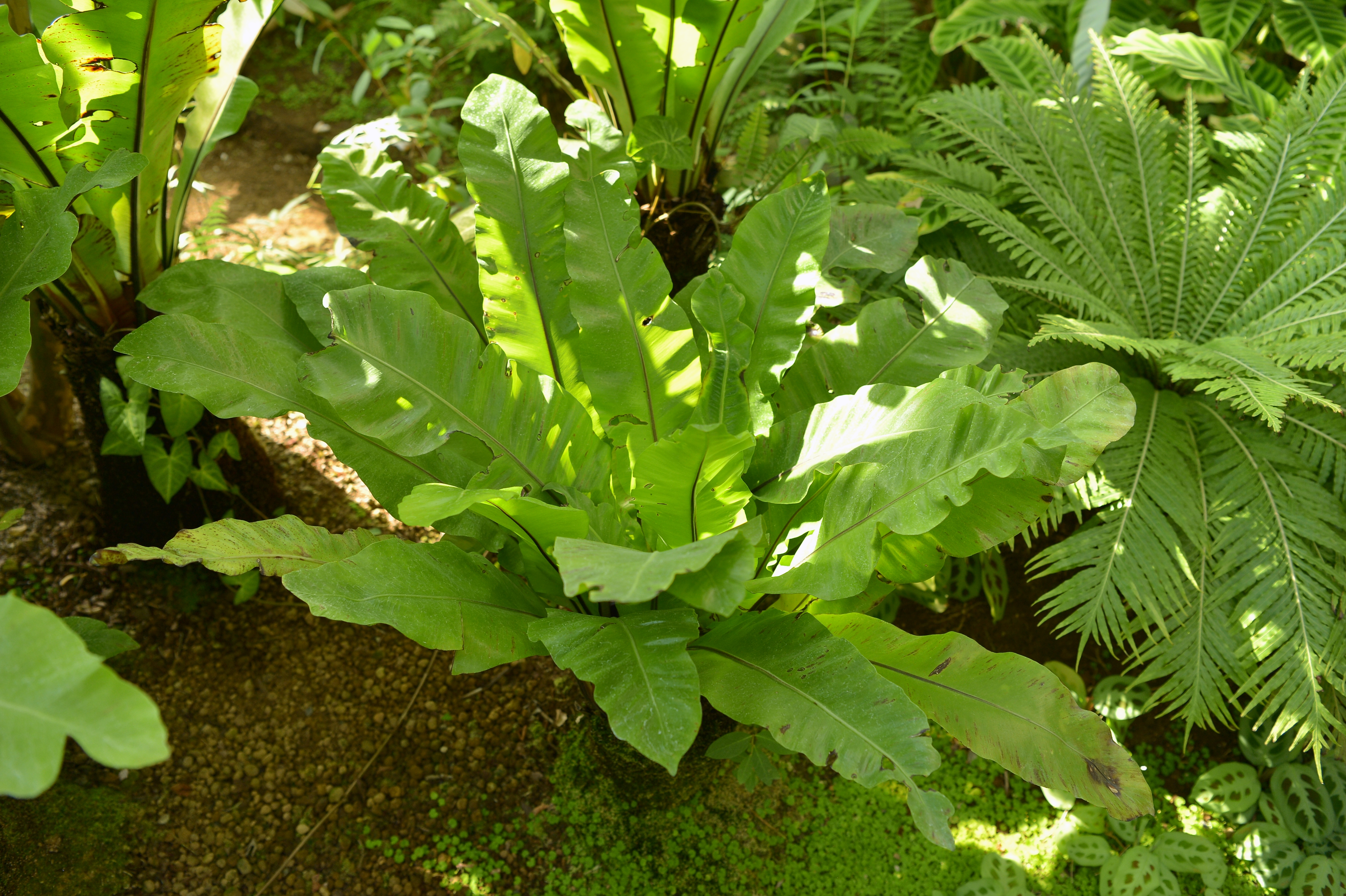
シマオオタニワタリ

日本の南西諸島、台湾、東南アジアに分布する単葉種で、森林の樹上や岩の上に着生する。葉は大型で長さ1.5メートル程にもなる[1]。環境省レッドリストの絶滅危惧種に指定されている。
  - ‘アビス’ Asplenium nidus ‘Avis’ - 葉が短く、全体に丸みがある品種。よく栽培されるシマオオタニワタリの品種[1]。
  - ‘プリカツム’ Asplenium nidus ver. plicatum - 葉にひだが入り、見た目に美しいシマオオタニワタリの園芸種[1]。
- ヌリトラノオ Asplenium normale D. Don
日本の関東以南から、ヒマラヤ、ポリネシアまで広範囲に分布する。森林の岩の上などに生え、細長い1回羽状複葉をつけ、葉先からよく芽を出す。
- ヒノキシダ Asplenium prolongatum Hook.ヒノキシダ 

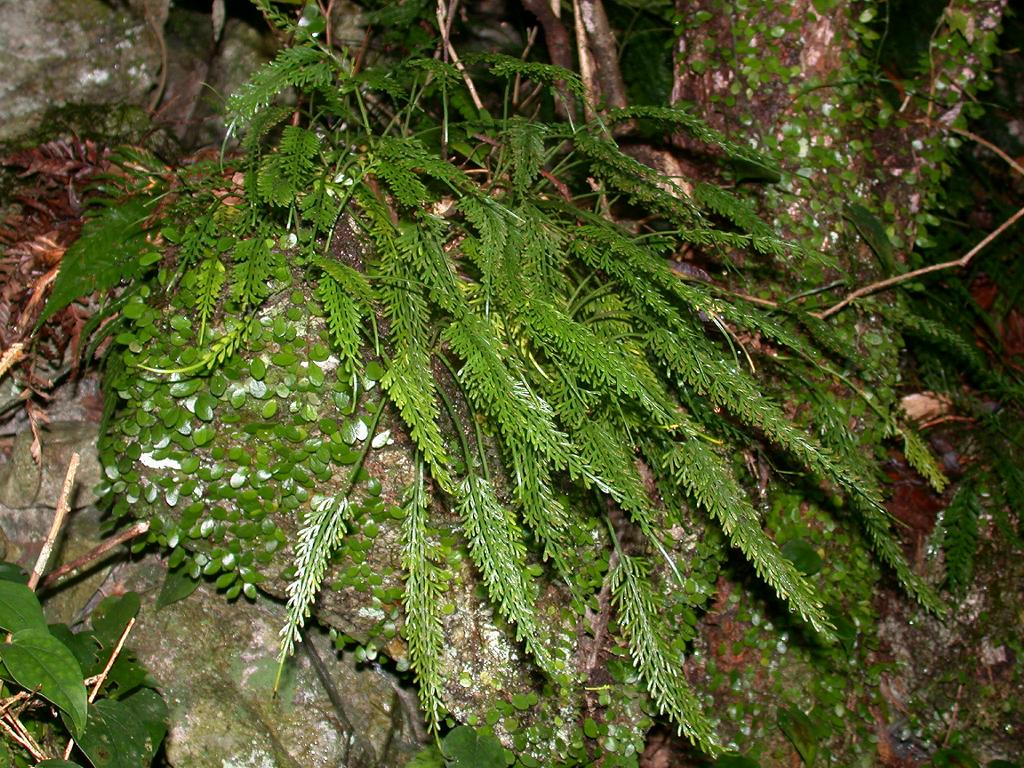
ヒノキシダ

日本の本州以南、朝鮮、台湾、中国、ベトナム、インド、スリランカに分布。森林に生育する小型種で、細かく裂けた葉の形がヒノキに似る。
- コウザキシダ Asplenium ritoense Hayata
日本の房総半島以南、琉球列島、朝鮮の済州島、台湾、中国南部に分布。葉は細かく裂けてヒノキシダに似る。
- クモノスシダ Asplenium ruprechtii Kurata
日本、朝鮮、中国東北部、ロシア東部に分布し、石灰岩などの岩の上に着床する。葉は小型の単葉を放射状に出して、葉先が細くなってつるのように伸びて、子株を作る。
- クルマシダ Asplenium wrightii Eaton ex Hook.
日本の本州の伊豆以西、琉球列島、朝鮮、中国、台湾、インドシナ、フィリピンに分布。森林の地上か岩上に着生し、ツヤがあるやや大きな1回羽状複葉を付ける。